# Pesucen (Petarukan)
Pesucen is een bestuurslaag in het regentschap Pemalang van de provincie Midden-Java, Indonesië. Pesucen telt 7016 inwoners (volkstelling 2010).